# 茜色の約束
「茜色の約束」（あかねいろのやくそく）は、いきものがかりの楽曲。自身の7作目のシングルとして、エピックレコードジャパンからCDシングル・デジタル・ダウンロードで2007年10月24日に発売された。

## 概要
- 前作「夏空グラフィティ/青春ライン」から約2か月半ぶりに発売された2007年第3弾シングル。初回仕様限定盤には特典として「スペシャルステッカー」が封入されている。
- 山下が制作した楽曲が2曲収録されているシングルは本作のみである。

## 収録曲
1. 茜色の約束 （4:52） 
作詞・作曲：水野良樹 / 編曲：島田昌典
au（KDDI・沖縄セルラー電話）「LISMO!」CMソング。
テレビ神奈川『saku saku』 2007年10月度エンディングテーマ
「Re：MTV」の収録で水野が「もともと結婚式をテーマとして与えられて書いた曲」と明かしており、吉岡の兄の結婚式でこの曲をアコースティック・バージョンで演奏して、兄嫁はとても感動したそうである。なお、アコースティック・バージョンは2枚目のアルバム『ライフアルバム』にボーナス・トラックとして収録されている。
結婚をテーマにした曲でありながら歌詞には「別れ」という言葉が登場するが、この曲の中では離婚ではなく死別を意味するものとして使われており、水野はこの言葉を使ったことについて「結婚という言葉から最初に浮かんだのは死だったから」と語っている[1]。
2007年リリースの曲であるがライブでは2006年のツアーですでに初披露されており、2010年に開催したライブツアー「いきものがかりの みなさん、こんにつあー!! 2010 全国あんぎゃー!! 〜ハジマリノウタ〜」では本編のラストで演奏された。
ジャケット写真およびPVは東京都品川区にある子供の森公園（通称：かいじゅう公園）で撮影された。
2009年の『NHK全国学校音楽コンクール』では中学生の部のスペシャルステージでこの曲が演奏された。
2. 心一つあるがまま （5:19） 
  - 作詞・作曲：山下穂尊 / 編曲：mugen

インディーズ時代から歌われ続けている曲で、デビューシングル候補として挙がった曲のひとつでもあった。
カップリング曲で唯一『ライフアルバム』に収録された。
3. 月夜恋風 （2:32）
  - 作詞・作曲：山下穂尊 / 編曲：湯浅篤

読み方は「つきよこいかぜ」。
月夜をイメージさせる効果音がフィーチャリングされ語りかけるように展開してゆく楽曲で、メンバー曰く「いきものがかりでは珍しいボサノバ風の曲」とのこと。
4. 茜色の約束 -instrumental-

## 楽曲の収録アルバム
- ライフアルバム（#1・#2）
- いきものばかり〜メンバーズBESTセレクション〜（#1）
- バラー丼（#1）
- 超いきものばかり〜てんねん記念メンバーズBESTセレクション〜（#1）